# Idiocera
Idiocera är ett släkte av tvåvingar. Idiocera ingår i familjen småharkrankar.

## Dottertaxa tillIdiocera, i alfabetisk ordning[1]
- Idiocera abjecta
- Idiocera absona
- Idiocera acaenophallos
- Idiocera accincta
- Idiocera acifurca
- Idiocera afghanica
- Idiocera aldabrensis
- Idiocera alexanderiana
- Idiocera ampullifera
- Idiocera angustissima
- Idiocera antilopina
- Idiocera apicispina
- Idiocera arabiensis
- Idiocera arete
- Idiocera biacus
- Idiocera bidens
- Idiocera bipilata
- Idiocera bistylata
- Idiocera blanda
- Idiocera bradleyi
- Idiocera brookmani
- Idiocera buettikeri
- Idiocera californica
- Idiocera cockerelli
- Idiocera coheriana
- Idiocera collessi
- Idiocera coloradica
- Idiocera conchiformis
- Idiocera connexa
- Idiocera contracta
- Idiocera cotabatoensis
- Idiocera curticellula
- Idiocera curticurva
- Idiocera daedalus
- Idiocera dampfiana
- Idiocera displosa
- Idiocera flintiana
- Idiocera furcosa
- Idiocera gaigei
- Idiocera glabriapicalis
- Idiocera gorokana
- Idiocera gothicana
- Idiocera gunvorae
- Idiocera hainanensis
- Idiocera hasta
- Idiocera heteroclada
- Idiocera hofufensis
- Idiocera hoogstraali
- Idiocera impavida
- Idiocera insidiosa
- Idiocera involuta
- Idiocera jucunda
- Idiocera kashongensis
- Idiocera knowltoniana
- Idiocera kowalskii
- Idiocera kuwayamai
- Idiocera lackschewitzi
- Idiocera lamia
- Idiocera lanciformis
- Idiocera laterospina
- Idiocera leda
- Idiocera leechi
- Idiocera lindseyi
- Idiocera lobatostylata
- Idiocera longipennis
- Idiocera lordosis
- Idiocera magra
- Idiocera maharaja
- Idiocera malagasica
- Idiocera mashonensis
- Idiocera mathesoni
- Idiocera megastigma
- Idiocera metatarsata
- Idiocera moghalica
- Idiocera multiarmata
- Idiocera multipunctata
- Idiocera multistylata
- Idiocera myriacantha
- Idiocera nigrilobata
- Idiocera nigroterminalis
- Idiocera octavia
- Idiocera octoapiculata
- Idiocera omanensis
- Idiocera ornatula
- Idiocera orthophallus
- Idiocera paleuma
- Idiocera pallens
- Idiocera paulsi
- Idiocera peninsularis
- Idiocera pergracilis
- Idiocera perpallens
- Idiocera persimilis
- Idiocera persimplex
- Idiocera petilis
- Idiocera phaeosoma
- Idiocera phallostena
- Idiocera polingi
- Idiocera proserpina
- Idiocera proxima
- Idiocera pruinosa
- Idiocera przewalskii
- Idiocera pulchripennis
- Idiocera punctata
- Idiocera punctipennis
- Idiocera recens
- Idiocera recurvinervis
- Idiocera reticulata
- Idiocera sachalinensis
- Idiocera sanaanensis
- Idiocera sarobiensis
- Idiocera satanas
- Idiocera schrenkii
- Idiocera sedata
- Idiocera serratistyla
- Idiocera serrulifera
- Idiocera sexdentata
- Idiocera sexguttata
- Idiocera shannoni
- Idiocera shantungensis
- Idiocera sita
- Idiocera sperryana
- Idiocera spinulistyla
- Idiocera spuria
- Idiocera stenophallus
- Idiocera subpruinosa
- Idiocera subspuria
- Idiocera supernumeraria
- Idiocera sziladyi
- Idiocera teranishii
- Idiocera terribilis
- Idiocera thaiicola
- Idiocera theowaldi
- Idiocera thomassetiana
- Idiocera tuckeri
- Idiocera vayu
- Idiocera xenopyga